# ولایت اوزن

این ولایت با رنگ تیره مشخص شده است.

ولایت اوزن (به ژاپنی: 羽前国 Uzen-no kuni) یکی از ولایت‌ها در تقسیم‌بندی کشوری قدیم ژاپن بود.